# Bristol Bullet
Der Bristol Bullet ist ein offener zweisitziger Sportwagen des britischen Automobilherstellers Bristol Cars, der im Juli 2016 vorgestellt wurde. Der im Retro-Design gestaltete Roadster war das einzige Fahrzeug, das der traditionsreiche Hersteller nach der Insolvenz 2011 und der anschließenden Übernahme durch einen neuen Investor vorstellte. Mit ihm wollte Bristol die vor 70 Jahren begründete Beziehung zu BMW neu beleben. Der Bullet zitiert stilistisch einige Vorgaben klassischer Bristol-Modelle, hat aber technisch keine Verwandtschaft mit ihnen. Eine Serienproduktion kam nicht zustande. Bristol Cars war Ende 2019 erneut insolvent und wurde 2020 aufgelöst.

## Entstehungsgeschichte

### Neuanfang nach Insolvenz
Bristol Cars nahm 1946 als Tochterunternehmen des britischen Flugzeugherstellers Bristol Aeroplane Company die Automobilproduktion auf. Dabei nutzte das Unternehmen ein Chassis und eine Motorenkonstruktion von BMW, die es einigen Quellen zufolge als Reparationsleistung aus Deutschland erhalten hatte. Bristol entwickelte das Chassis und den Motor bis 1959 kontinuierlich weiter und engagierte sich auch regelmäßig im Automobilsport. Nachdem der langjährige Bristol-Händler Tony Crook das Unternehmen übernommen hatte, wandte sich Bristol US-amerikanischen Motoren von Chrysler zu, behielt aber das BMW-Chassis bei. Nach diesem Konzept produzierte Bristol bis 2011 weiter exklusive Oberklassefahrzeuge, die zuletzt allerdings als exzentrisch und veraltet galten; von dem letzten Modell dieser Serie, dem Blenheim, schließlich nur noch weniger als zehn Exemplare pro Jahr. 2011 war Bristol zahlungsunfähig; die Automobilproduktion kam gänzlich zum Erliegen. Mit Kamkorp Autokraft übernahm ein Schweizer Investor den Betrieb. In den folgenden Jahren entwickelte Bristol zusammen mit dem ebenfalls zu Kamkorp gehörenden Unternehmen Frazer Nash Research ein neues Fahrzeug, das ersten Ankündigungen zufolge einen Hybridantrieb haben sollte. Diese Vorgabe hielt das Unternehmen ebenso wenig ein wie die anfänglich für Herbst 2015 vorgesehene Präsentation des neuen Modells. Bristols neues Auto, das in der Entwicklungsphase die Codebezeichnung Pinnacle (Gipfel) trug, wurde im Juni 2016 beim Goodwood Festival of Speed erstmals unter Tarnbeklebung öffentlich gezeigt; einen Monat später erfolgte die Pressevorführung und formal wurde die ungetarnte Version auf der Salon Privé Supercar Show auf Blenheim Palace präsentiert.  Es ist nicht mit einem Hybridantrieb ausgestattet, sondern mit einem herkömmlichen Ottomotor.

### Namensgeber: Ein Prototyp von 1955
Die Modellbezeichnung Bullet (deutsch: Geschoss) knüpft an den Spitznamen eines Prototyps an, den Bristol ab 1955 entwickelt hatte. Der ursprüngliche Bullet, der werksintern den Projektcode 225 trug, war eine Weiterentwicklung des Arnolt-Bristol und eine Zeit lang als dessen Nachfolger im Gespräch. In den späten 1950er-Jahren entstanden mehrere 225-Chassis. Eines von ihnen wurde mit einer offenen Speedster-Karosserie versehen, deren Urheber unbekannt ist. Die Kombination aus Chassis und Aufbau erhielt die inoffizielle Bezeichnung The Bullet. Weil der Initiator des Arnold-Bristol das Auto nicht mochte, gab Bristol die Arbeit an dem Projekt 225 auf. The Bullet blieb für mehrere Jahre ungenutzt im Werk. Ungefähr 1970 wurde die Karosserie mit einem neuen Chassis verbunden und mit einem 6,3 Liter großen V8-Motor von Chrysler ausgestattet. Bristols Direktor Tony Crook erwog vorübergehend eine Serienproduktion des Fahrzeugs, das im Marktsegment des AC Cobra positioniert gewesen wäre, sah aber einen Widerspruch zu den komfortbetonten Modellen der 411-Baureihe und legte The Bullet erneut still. Erst 1999, nachdem Toby Silverton Anteilseigner bei Bristol Cars geworden war, wurde das Auto wiederentdeckt und restauriert. Dabei erhielt es den Antrieb und die Technik des aktuellen Bristol Blenheim. Ab 2002 entstand auf Initiative eines Sammlers in Kleinstserie das Modell Blenheim Speedster, das sich entfernt am Design des Bullet orientierte. Es fanden sich auch Designelemente des Bristol 404 bzw. Bristol 405 Drophead.

### Übergangsmodell
Bristol Cars kündigte den Bullet als Übergangsmodell an. Er sollte das letzte Fahrzeug von Bristol sein, das einen konventionellen Benzinantrieb hat. Für das – letztlich nicht realisierte – Nachfolgemodell war ein Hybridantrieb vorgesehen.

## Modellbeschreibung

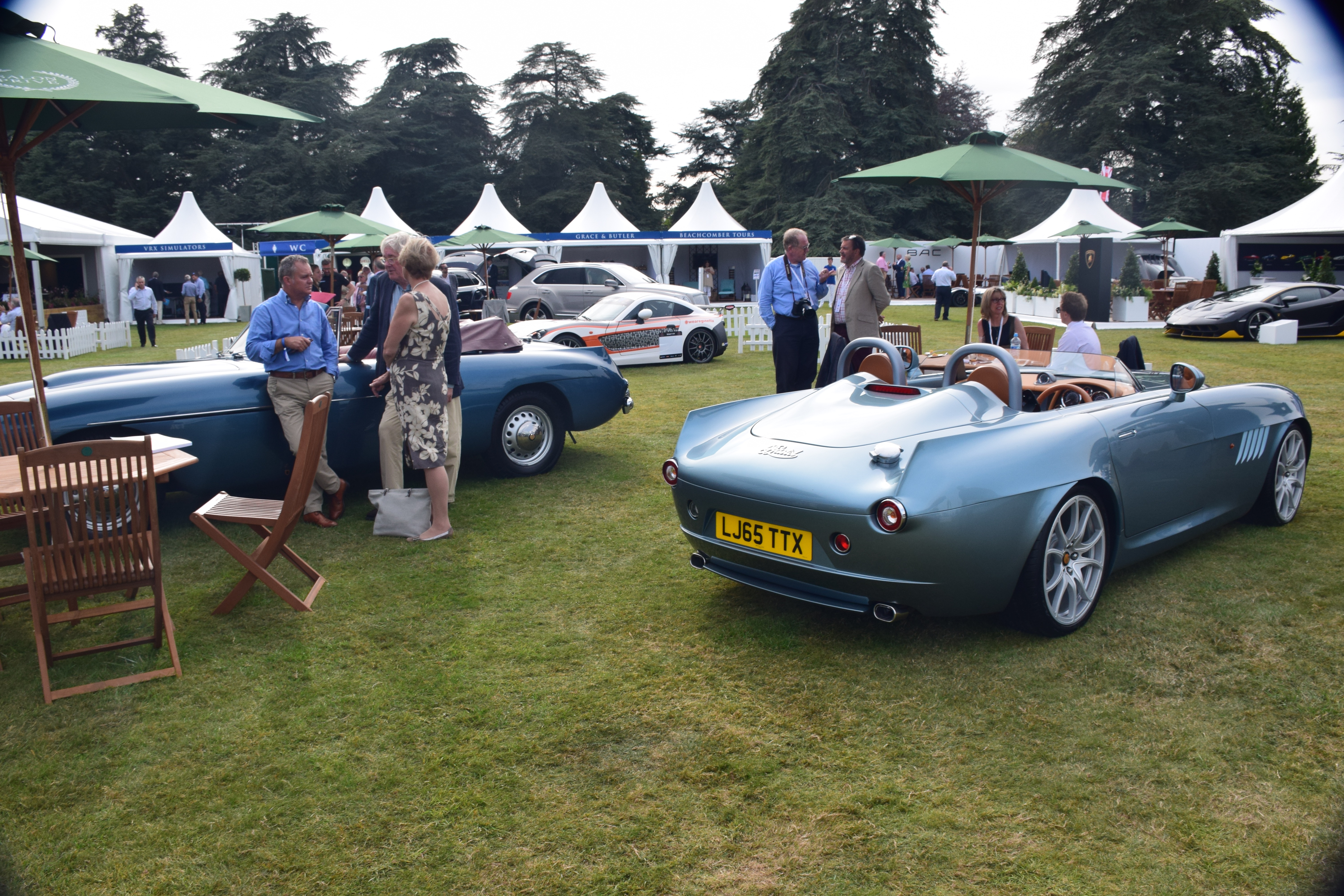
Heckpartie

Der Bullet ist ein zweisitziger Roadster mit neoklassisch gestalteter Karosserie. Der Passagierraum ist sehr weit zurückversetzt; die Sitze befinden sich kurz vor der hinteren Radlinie. Die Windschutzscheibe ist sehr niedrig. Das kurze Heck trägt angedeutete Heckflossen, die sich in ähnlicher Form auch bei dem in Le Mans erfolgreich eingesetzten Rennsportwagen Bristol 450 fanden. Hinter den Kopfstützen sind verchromte Überrollbügel angebracht. Anders als bei früheren Bristol-Modellen, deren Aufbauten regelmäßig aus Aluminium gefertigt waren, besteht die Karosserie des Bullet überwiegend aus kohlenstofffaserverstärktem Kunststoff auf einem Aluminiumfahrgestell. Über das Fahrwerk gibt es noch keine Informationen. Das Leergewicht des Autos beträgt nach Werksangaben 1100 kg. Der Innenraum kann auf Kundenwunsch entweder mit Holz- oder mit Karboneinlagen ausgestattet werden. Darüber hinaus wird viel Unterhaltungselektronik eingebaut.
Der Bullet wird von einem 4,8 Liter großen Achtzylinder-V-Motor angetrieben, den Bristol von BMW bezieht. Der Motor der Baureihe BMW N62, der unter anderem auch im aktuellen Morgan Plus 8 eingesetzt wird, ist nicht aufgeladen und leistet 276 kW (370 bhp). Im Sprachgebrauch von Bristol trägt er die an einen Flugzeugmotor erinnernde Bezeichnung „Hercules.“ Die Kraft wird wahlweise über ein manuell oder automatisch geschaltetes Sechsganggetriebe von BMW übertragen.
Das Werk gibt eine Höchstgeschwindigkeit von 250 km/h (abgeregelt) und eine Beschleunigung von 0 auf 100 km/h in 3,8 Sekunden an.

## Produktion
Bristol Cars plante, in einem Werk in Chichester insgesamt 70 Exemplare des Bullet herzustellen und zu einem Stückpreis von 250.000 £ zu verkaufen. Ähnliche Stückzahlen erreichten auch frühere Bristol-Modelle. Bei der Präsentation im Juli 2016 war ein Großteil der Produktion angeblich bereits verkauft. Tatsächlich nahm Bristol die Serienproduktion niemals auf. Es entstand lediglich ein Einzelstück.